# Jacques Bonsergent
Jacques Bonsergent (1912 Malestroit v Morbihanu – 23. prosince 1940 v Paříži) byl francouzský odbojář z období druhé světové války.

## Životopis
V roce 1930 absolvoval Národní školu umění a řemesel v Angers. Po okupaci Paříže se zasloužil o jeden z prvních činů odporu ve městě a stal se prvním pařížským civilistou, který byl během okupace popraven. Dne 10. listopadu 1940 se zapojil do rvačky, během které byl udeřen jeden voják Wehrmachtu. Protože odmítl prozradit další účastníky rvačky, byl odsouzen k trestu smrti a popraven v pevnosti Vincennes ve věku 28 let. Tento trest vynesl německý vojenský tribunál jako zastrašující příklad vůči francouzské veřejnosti.
V Paříži bylo v roce 1946 na jeho poctu pojmenováno náměstí Place Jacques-Bonsergent a stanice metra Jacques Bonsergent na lince 5 poblíž jeho bydliště (Boulevard de Magenta č. 3).